# Coprinopsis picacea
Coprinopsis picacea là một loài nấm trong họ Psathyrellaceae. Nó được miêu tả đầu tiên năm 1785 bởi nhà nấm học Pháp Jean Baptiste François Pierre Bulliard năm 1785 as Agaricus picaceus.

## Hình ảnh

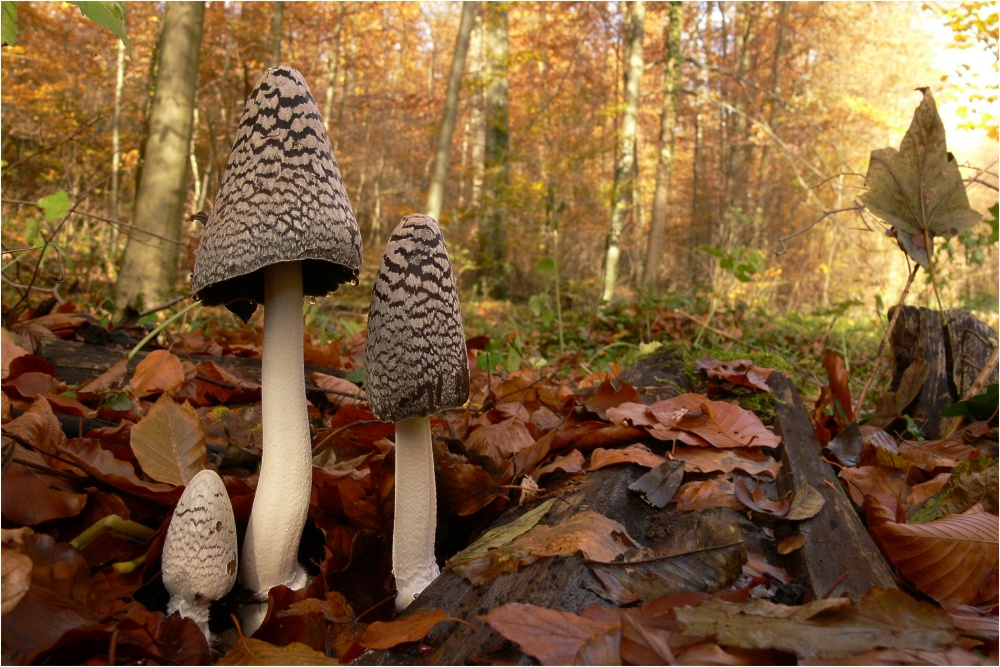
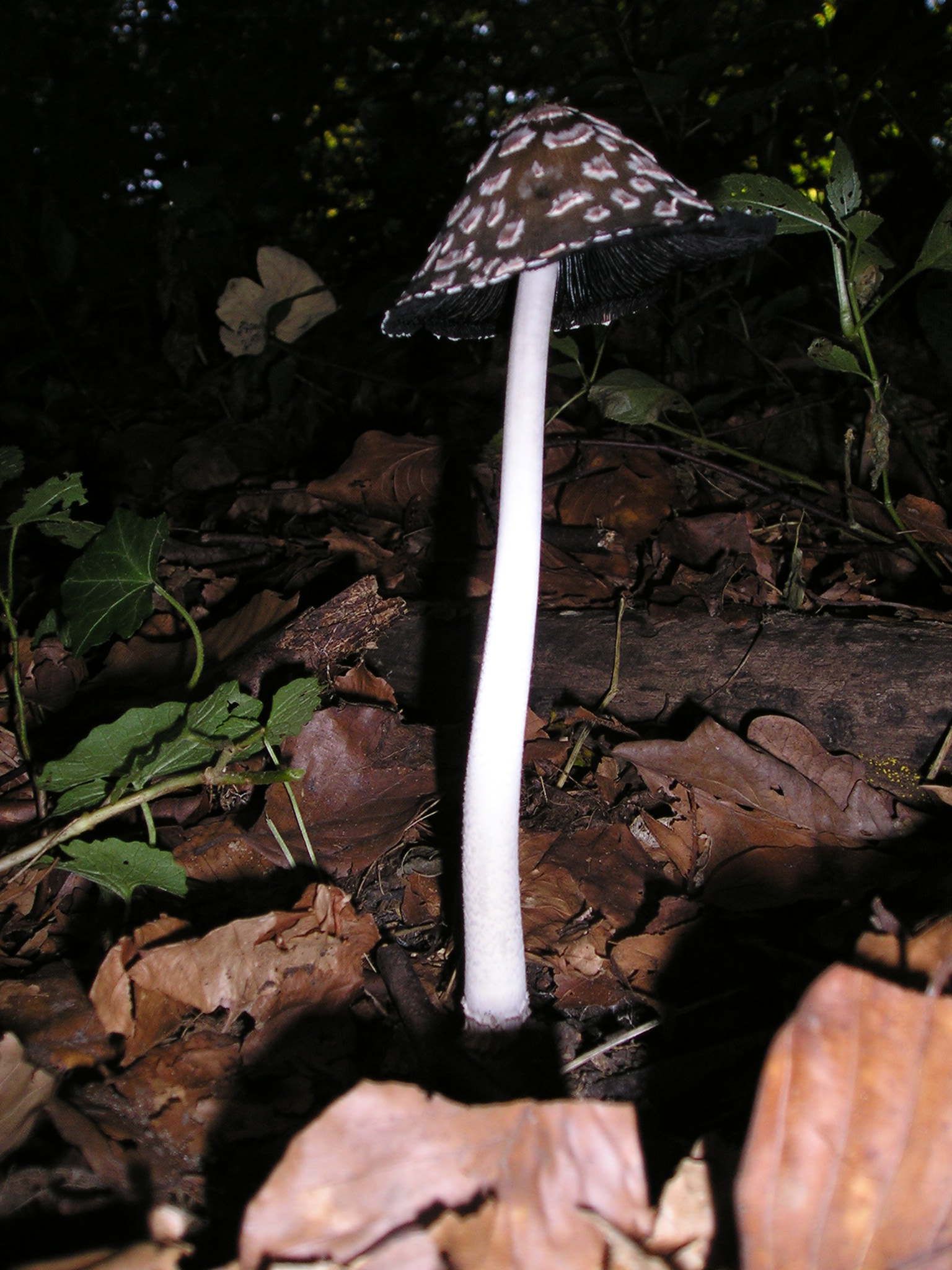
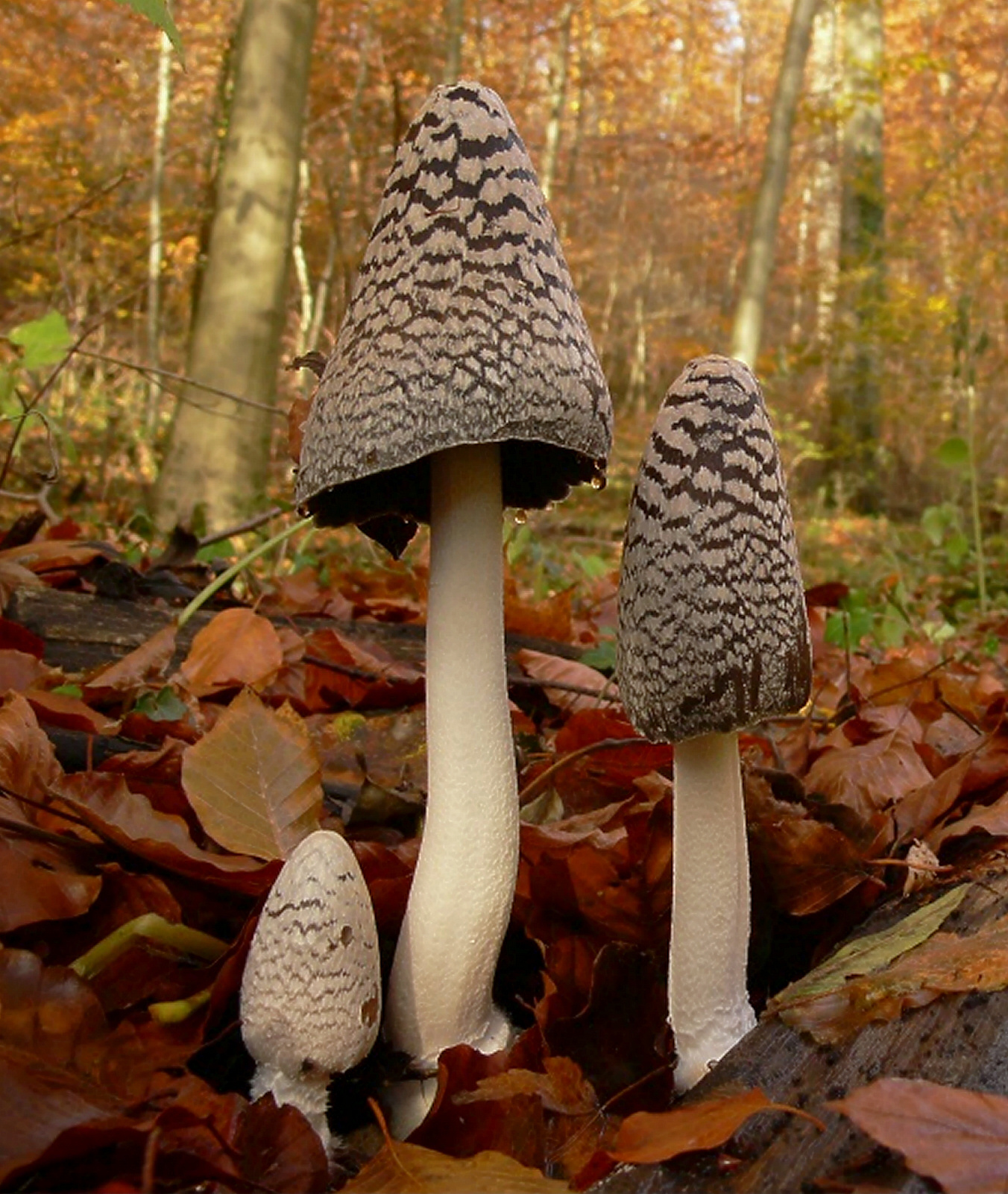